# Giuseppe Gatti
Giuseppe Gatti (geboren am 23. November 1838 in Rom; gestorben am 2. September 1914 in Oriolo Romano) war ein italienischer Klassischer Archäologe und Epigraphiker.
Giuseppe Gatti, Sohn von Giovanni Gatti, studierte zunächst Geisteswissenschaften und Philosophie am Collegium Romanum, besaß aber auch eine Neigung zur Astronomie und war während dieser Zeit Assistent von Angelo Secchi am vatikanischen Observatorium. Nach dem Diplom am Collegium studierte er Jura an der Universität La Sapienza, wo er 1859 die Laurea erwarb. Nach dem Referendariat wurde er Richter am Tribunal Rotae Romanae, dem Appellationsgerichtshof der römisch-katholischen Kirche. Bis zur Einverleibung Roms in das Königreich Italien und der Auflösung des Tribunals 1870 blieb er in dieser Position. 
Nun widmete sich Gatti ganz seinen archäologischen und epigraphischen Forschungen. Im Instituto di corrispondenza archeologica, seit 1870 als Deutsches Archäologisches Institut geführt, schloss er schon zuvor eine von Freundschaft geprägte Beziehung zu Wilhelm Henzen, selbst Epigraphiker und erster Sekretär des Instituts. Dort knüpfte er auch Kontakt zu Theodor Mommsen, Eugen Bormann und Giovanni Battista de Rossi, die ihn einluden, an den Rom betreffenden Bänden des Corpus Inscriptionum Latinarum mitzuwirken. De Rossi, mit dem Gatti von 1864 bis zu dessen Tod 1894 eng verbunden war, beauftragte ihn, den dritten Band der Inscriptiones christianae urbis Romae septimo saeculo antiquiores herauszugeben – die ersten beiden Bände hatte De Rossi selbst 1860 und 1888 vorgelegt. Vor seinem Tod hatte De Rossi testamentarisch verfügt, Gatti solle die Arbeiten mit Hilfe seiner Unterlagen fortsetzen. Administrative und finanzielle Probleme verzögerten den Druck, dessen Erscheinen schließlich zum 20. Todestag De Rossis geplant war, immer wieder, so dass der Band erst nach Gattis Tod 1915 vorgelegt werden konnte.
Gatti entwickelte darüber hinaus eine äußerst fruchtbare Publikationstätigkeit, die sich in mehr als 120 Artikeln niederschlug und unter anderem die Neufunde Roms auf epigraphischem Gebiet der wissenschaftlichen Öffentlichkeit bekannt machte, etwa in den Notizie di trovamenti riguardanti la topografia e l'epigrafia urbana, die ab 1886 erschienen. Seine persönlichen Interessen galten hierbei der Verwaltungsgeschichte, insbesondere der Transformation der Verwaltung in augusteischer Zeit. Topographische Studien widmeten sich neben stadtrömischen Themen den Städten Latiums, etwa Capena, Veii, Tibur und Praeneste. 
Gatti wurde 1885 Professor für juristische Epigraphik zunächst an der rechtsgeschichtlichen Akademie, dann am Seminario romano dell'Apollinare der Päpstlichen Lateranuniversität. Im Jahr 1892 wurde er Mitglied des Consiglio superiore di antichità e belle arti, einer Einrichtung des Kultusministeriums, und Leiter des Büros für Ausgrabungen in Rom und der Umgebung, das er bis 1907 führte. Im Jahr 1897 wurde er zusätzlich Direktor des Museo Nazionale Romano. Außerdem war er Mitglied der Commissione archeologica comunale di Roma, ab 1890 als deren Vizesekretär, und Direktor des Bullettino della Commissione archeologica comunale di Roma ab 1902.
Gatti war ab 1878 korrespondierendes, ab 1882 ordentliches Mitglied des Deutschen Archäologischen Instituts; ab 1888 Mitglied der Società romana di storia patria; 1892 wurde er zum Mitglied der Accademia di San Luca ernannt. Bereits 1888 wurde er Mitglied der Accademia Nazionale dei Lincei, zunächst korrespondierendes, ab 1896 ordentliches und ab 1905 administratives Mitglied. Im Jahr 1900 wurde Gatti Präsident der Pontificia Accademia Romana di Archeologia, der er seit 1881 als ordentliches Mitglied angehörte.
Giuseppe Gatti war der Begründer einer „Archäologenfamilie“, die mit seinem Sohn Edoardo und seinem Enkel Guglielmo über drei Generationen hinweg herausragende Beiträge zur Archäologie, Topographie und Epigraphik Roms und Italiens beisteuerte. Das Familienarchiv, das zu bedeutenden Teilen den archäologisch-epigraphischen Nachlass von Giuseppe Gatti umfasst, ist heute Bestandteil des „Archivio Centrale dello Stato“.

## Schriften (Auswahl)
Eine Bibliographie der Schriften Giuseppe Gattis gibt Enrico Josi: Giuseppe Gatti. In: Studi romani. Bd. 2, 1914, S. 365–371. (Digitalisat)
- mit Giovanni Battista De Rossi: Inscriptiones christianae urbis Romae septimo saeculo antiquiores. Supplementum zu Band 1. Fasc. 1. v, Rom 1915.